# SPM Shoeters Den Bosch in het seizoen 2014-15
Het seizoen 2014-15 van SPM Shoeters Den Bosch was het 63e seizoen van de Eredivisiebasketbal-club uit 's-Hertogenbosch, die oorspronkelijk EBBC heette. Het was het tweede jaar onder de naam SPM Shoeters. Dit seizoen werd de 16e landstitel in de clubgeschiedenis gepakt. 
Shoeters kwam dit seizoen, net als vorig jaar, uit in de Europese competitie EuroChallenge. De eerste ronde werd overleefd, in de Top 16 verliet Shoeters het toernooi.

## Team
Sam Jones was dit seizoen voor het tweede seizoen op rij hoofdcoach. Alle Nederlandse rotatiespelers van het vorige seizoen bleven bij de club. Aan deze Nederlandse kern werd de MVP van vorig seizoen, Arvin Slagter, toegevoegd. Daarbij werden de Amerikanen Denson, Curry en Lee gehaald. 
Lee vertrok echter snel weer, nadat hij niet door de medische keuring kwam. Ben Aird werd zijn vervanger. Aird vertrok echter ook weer na een week, hij speelde slechts één oefenwedstrijd. Reggie Johnson verving hem op zijn beurt.
2005-06 · 2006-07 · 2007-08 · 2008-09 · 2009-10 · 2010-11 · 2011-12 · 2012-13 · 2013-14 · 2014-15 · 2015-16 · 2016-17 · 2017-18 · 2018-19 · 2019-20
Amsterdam · Den Bosch · Den Helder · Donar · Leeuwarden · Leiden · Rotterdam · Weert · Zwolle